# Nicolas Jacquemard
 (mai 2019).
Si vous disposez d'ouvrages ou d'articles de référence ou si vous connaissez des sites web de qualité traitant du thème abordé ici, merci de compléter l'article en donnant les références utiles à sa vérifiabilité et en les liant à la section « Notes et références ».
Nicolas Jacquemard, né le 10 février 1771 à Arc-sur-Tille (Côte-d'Or), mort le 17 avril 1835 à Dijon (Côte-d'Or), est un général français de la Révolution et de l’Empire.

## Biographie
Volontaire le 27 août 1791 au 1er bataillon de volontaires de la Côte-d'Or, il devient sergent à l'armée du Nord le 26 septembre 1792, et passe ensuite à l'armée des Alpes, où il est fait sergent-major le 16 avril 1793. Pendant le siège de Lyon, le 29 septembre, il se précipite sur une pièce de canon qui défend la redoute de la porte Saint-Just, s'en empare, et il est grièvement blessé à la tête et à la jambe droite. Nommé sous-lieutenant aide de camp du général Laborde le 6 octobre, il se rend à l'armée du Rhin en l'an IV, obtint le grade de capitaine à celle de Mayence le 16 floréal an VI, et il est nommé chef de bataillon pendant la campagne du Danube le 12 fructidor an VII.
Ayant cessé ces fonctions d'aide-de-camp le 16 floréal an VIII, il sert en qualité d'adjoint à l'état-major de la division Kellermann, et prend part à la bataille de Marengo. Incorporé dans la 44e demi-brigade d'infanterie à la fin de l'an IX, membre de la Légion d'honneur le 25 prairial an XII, au camp de Montreuil, il est employé au camp de Brest et sur la flottille en l'an XIII.
À la reprise des hostilités, il se trouve avec le 7e corps aux batailles d'Austerlitz et d'Iéna, reçoit plusieurs coups d'arme blanche à Eylau en 1807, il se distingue pendant le siège de Dantzig, et il est nommé officier de la Légion d'honneur le 19 avril de là même année. Major à la suite du 44e le 20 juillet 1808, il entre comme titulaire au 24e régiment de ligne à l'armée d'Aragon le 6 septembre suivant, et il fait la guerre en Portugal jusqu'à la fin de 1812.
Nommé colonel du 43e régiment d'infanterie le 16 janvier 1813, et colonel-major du 5e régiment de voltigeurs de la jeune garde le 8 avril, il commande ce nouveau corps à l'armée du Nord, sous Anvers, et il est créé baron de l'Empire le 6 août et commandant de la Légion d'honneur le 14 septembre 1813. Pendant la campagne de France, qu'il fait avec le 7e corps, il est élevé au grade de général de brigade le 15 mars 1814.
Chevalier de Saint-Louis le 19 juillet, et mis en non-activité le 1er septembre, à la nouvelle du débarquement de Napoléon, le gouvernement royal l'envoie le 19 mars 1815, à l'état-major du corps d'armée commandé par le maréchal Ney ; mais rappelé à Paris le 15 avril, il reçoit l'ordre d'aller prendre le commandement du département du Puy-de-Dôme.
Envoyé dans celui du Rhône le 1er septembre, et licencié le 24 novembre, il obtient la solde de retraite le 1er décembre 1824. Après les événements de 1830, relevé de cette position, il est placé dans le cadre de réserve jusqu'au 1er mai 1832, époque de sa réadmission à la retraite.

## État de service
- 16 janvier 1813 : Colonel du 43e régiment d'infanterie de ligne
- 15 mars 1814 : Général de brigade

## Titres, distinctions, honneurs...
- 14 septembre 1813 : Commandeur de la Légion d'honneur